# Teodor (Dimitriu)
Teodor, imię świeckie Antonios Dimitriu – grecki duchowny prawosławny w jurysdykcji Patriarchatu Aleksandrii, od 2013 metropolita Heliopolis.

## Życiorys
Chirotonię biskupią otrzymał 27 listopada 2006. W latach 2006–2009 pełnił urząd biskupa Mozambiku. W latach 2010–2013 był tytularnym metropolitą Heliopolis. W 2013 metropolia zaczęła działać jako aktywna eparchia i Teodor objął opieką duszpasterską mieszkających na jej terenie wiernych.